# Aleja Powstańców Wielkopolskich w Szczecinie
Aleja Powstańców Wielkopolskich – jeden z ważniejszych ciągów komunikacyjnych szczecińskiego osiedla Pomorzany. Administracyjnie należy do dzielnicy Zachód oraz częściowo do dzielnicy Śródmieście. Przedwojenna nazwa alei brzmiała Apfelallee (pol. aleja Jabłkowa).

## Przebieg
Aleja rozpoczyna swój bieg na placu prof. Jana Szyrockiego. Następnie krzyżuje się z ulicami: Xawerego Dunikowskiego, Witolda Starkiewicza, Milczańską, Szpitalną, Orawską oraz Frysztacką. Za skrzyżowaniem z Frysztacką aleja przechodzi w ulicę Budziszyńską, będącą jej przedłużeniem.
Na całej długości alei obowiązuje ruch dwukierunkowy, skrzyżowanie z ul. Milczańską posiada sygnalizację świetlną.
Na odcinku pl. Szyrockiego – ul. Starkiewicza aleja posiada dwie jezdnie rozdzielone pasem zieleni z wydzielonym dwutorowym torowiskiem tramwajowym. Za skrzyżowaniem z ul. Starkiewicza aleja się zwęża, a pas ruchu jest współdzielony z tramwajem.

## Zabudowa
Zabudowę alei Powstańców Wielkopolskich stanowią częściowo zachowane przedwojenne kilkupiętrowe kamienice, znajdujące się głównie między ul. Milczańską a ul. Starkiewicza. Przy alei zlokalizowana jest także cześć kompleksu budynków Szpitala Klinicznego nr 2 PUM, biblioteka PUM oraz powojenna zabudowa blokowa. Na narożniku z ul. Xawerego Dunikowskiego znajduje się budynek dawnego Gimnazjum nr 9.

## Transport
Do 1961 linia tramwajowa na alei kończyła swój bieg na wysokości budynków szpitalnych. Po tym roku wydłużono torowisko w kierunku ulicy Smolańskiej, gdzie wybudowano pętlę Pomorzany. Obecnie przez aleję Powstańców Wielkopolskich przebiegają linie tramwajowe o numerach 4, 11, 12 (stała organizacja ruchu). Aleja jest także objęta zasięgiem nocnej komunikacji autobusowej (linie 523, 524 oraz 529). Pod aleją, w sztucznych nieckach przebiegają dwie linie kolejowe: w części południowej linia nr 408, a w części północnej linia nr 406.

## Zdjęcia

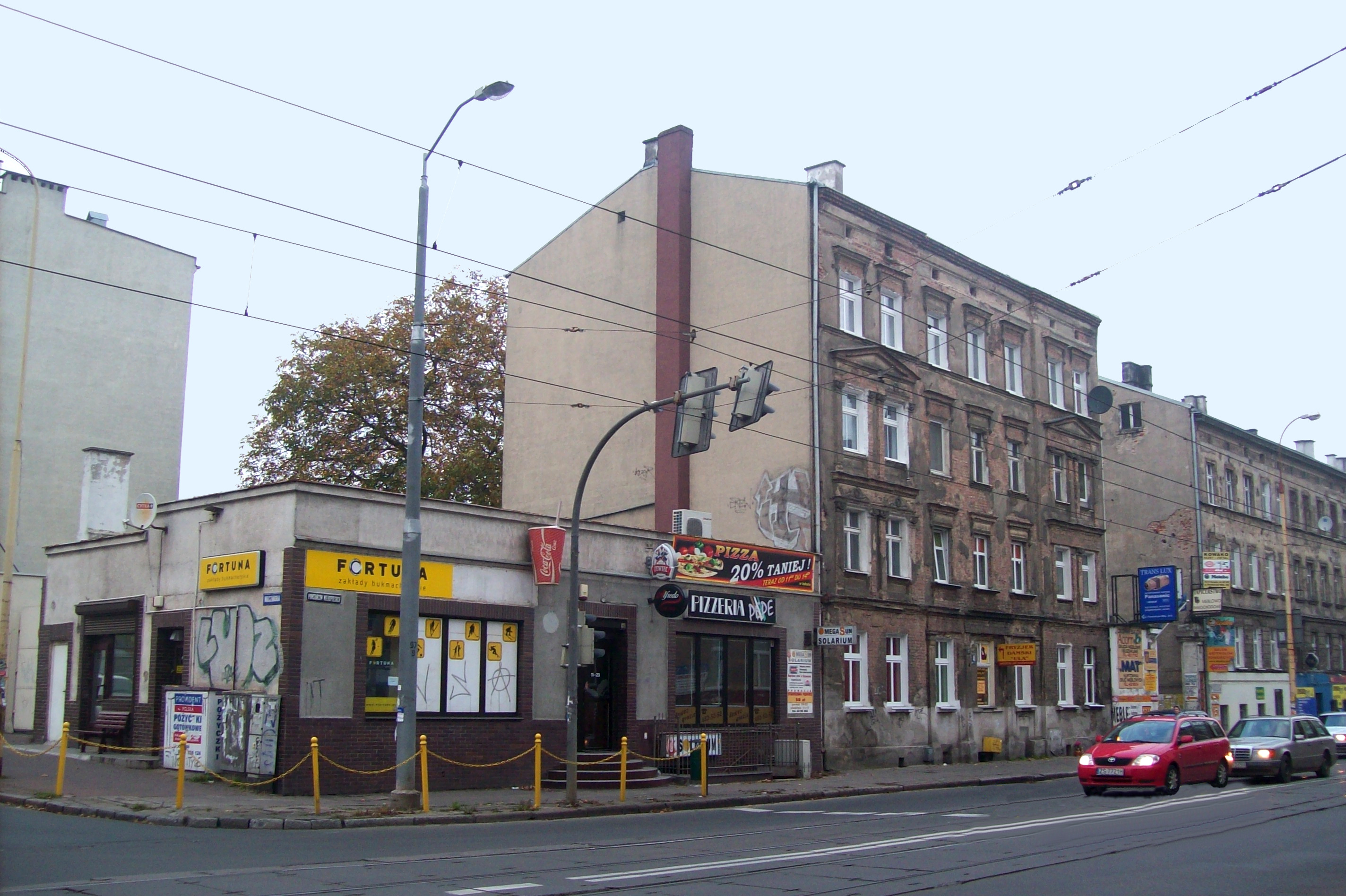
Narożnik z ul. Milczańską (2008)
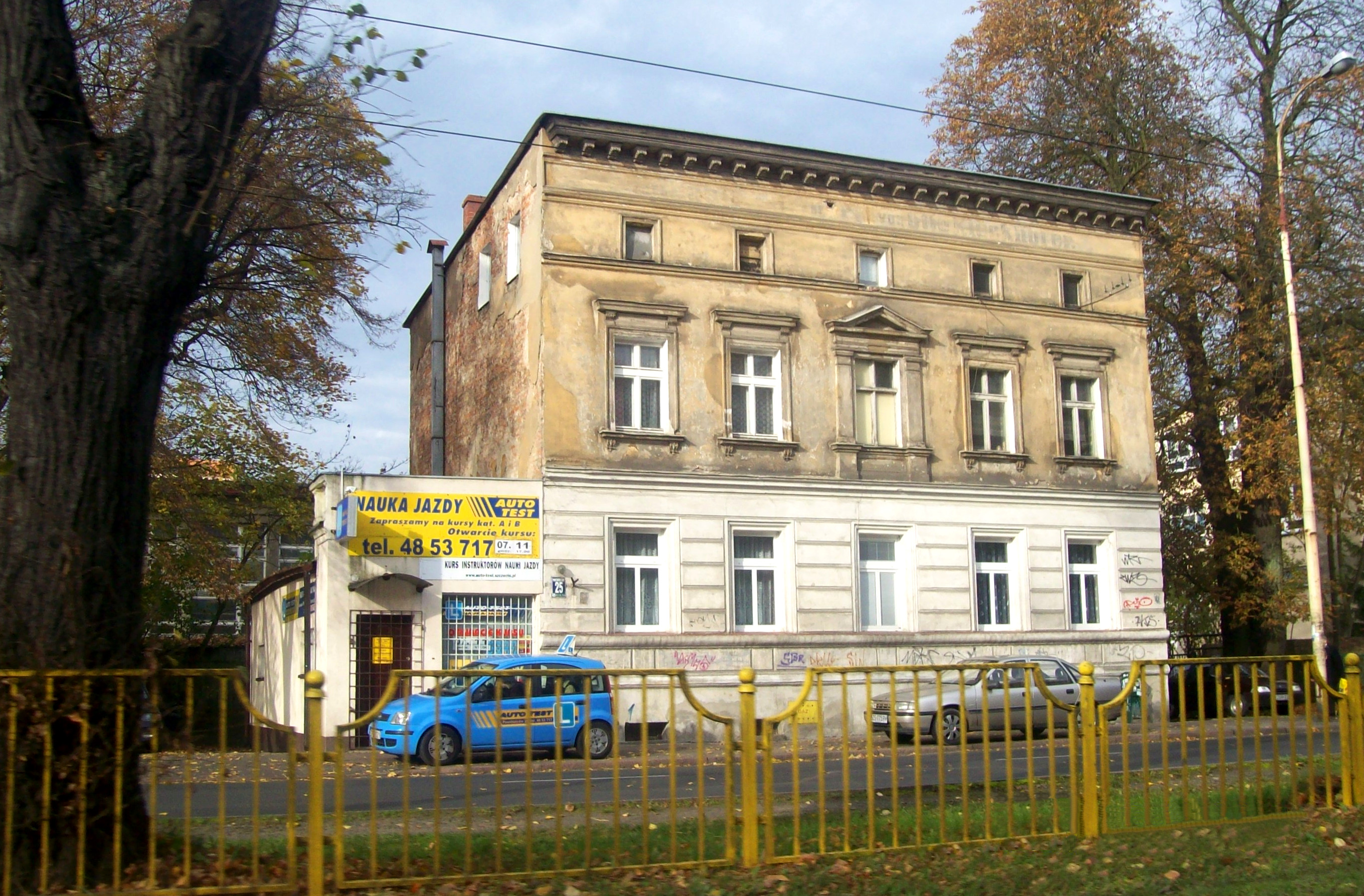
Wolnostojąca kamienica nr 25 (2008)
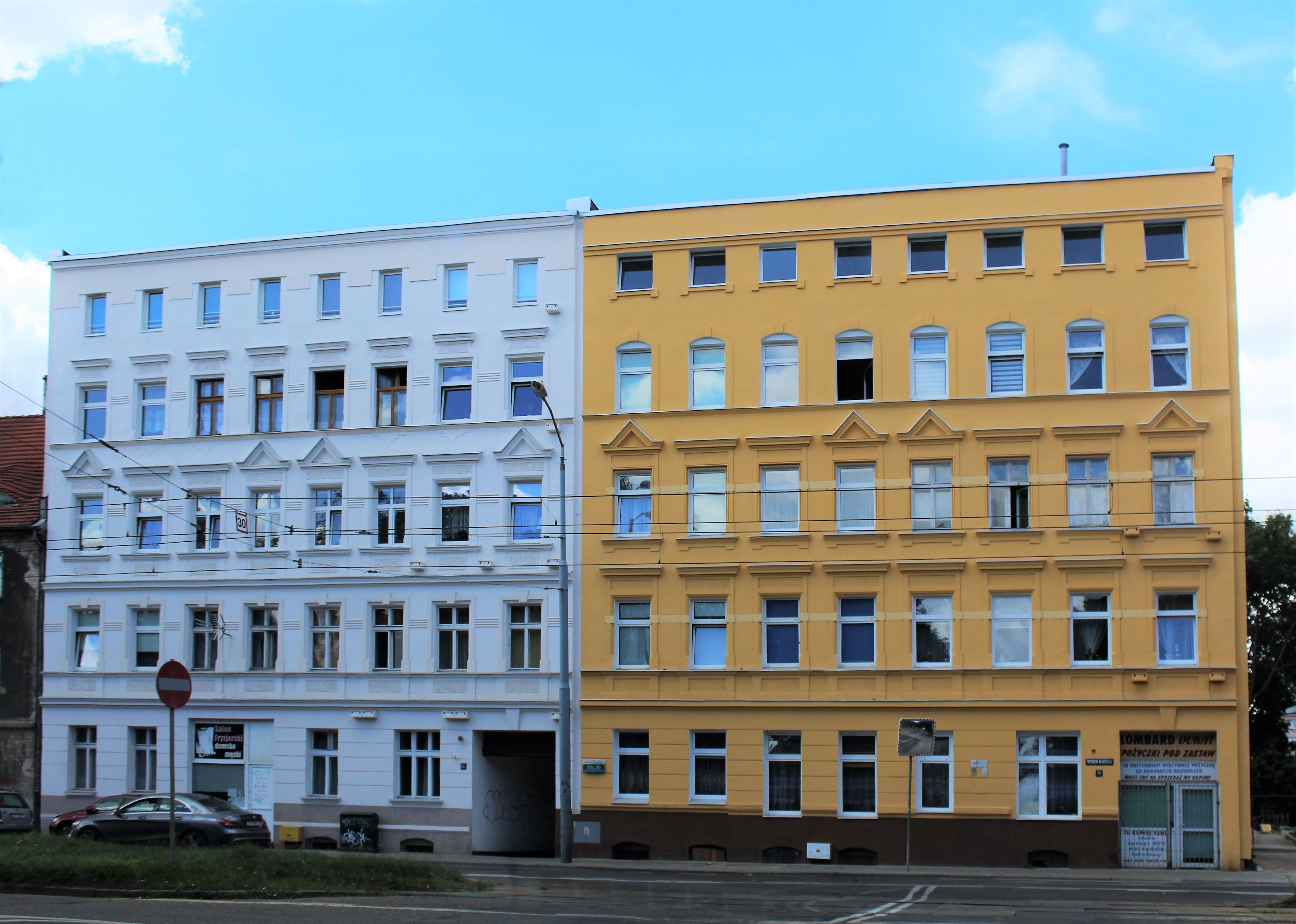
Przedwojenna zabudowa alei (2020)
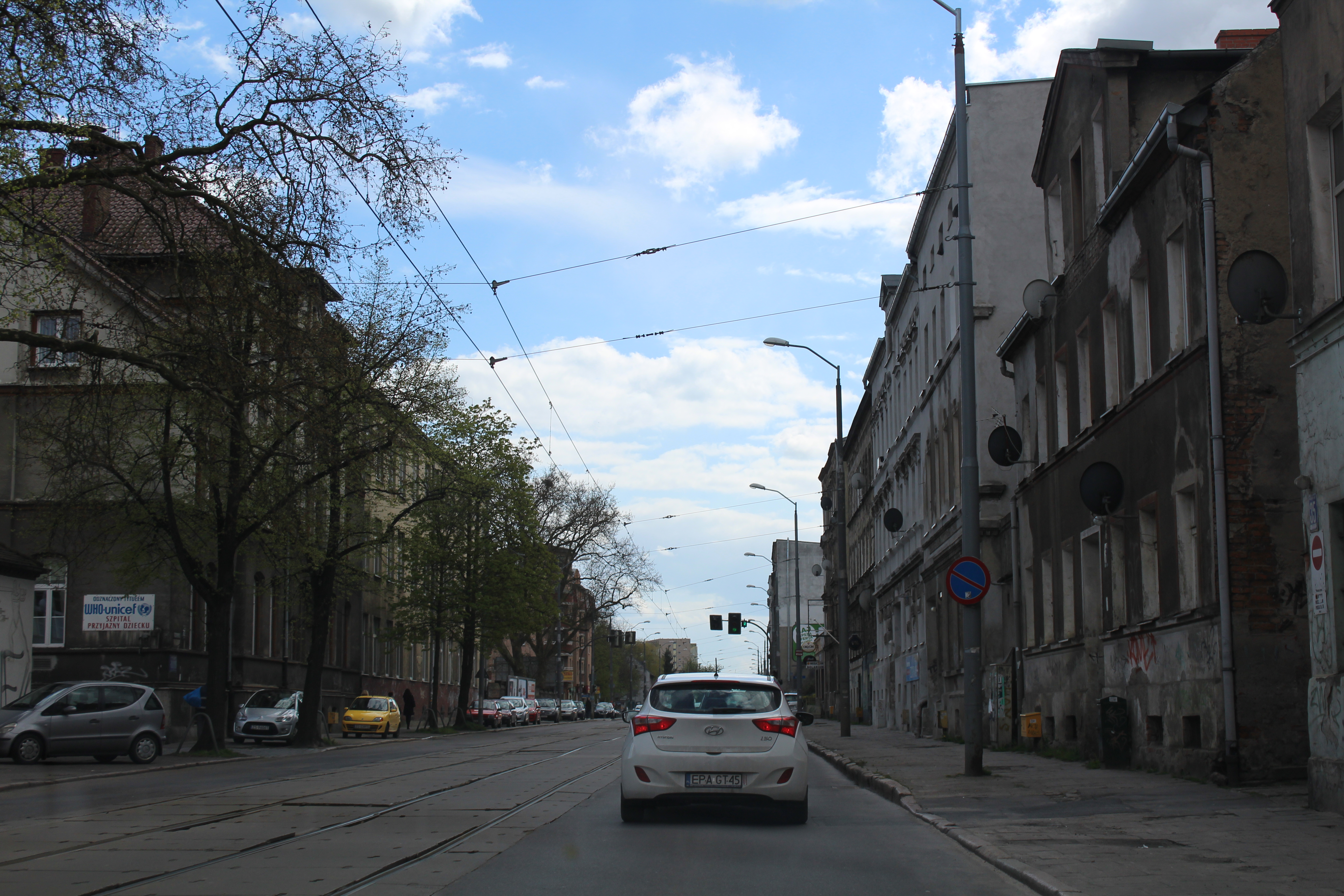
Widok w kierunku ul. Szpitalnej (2017)
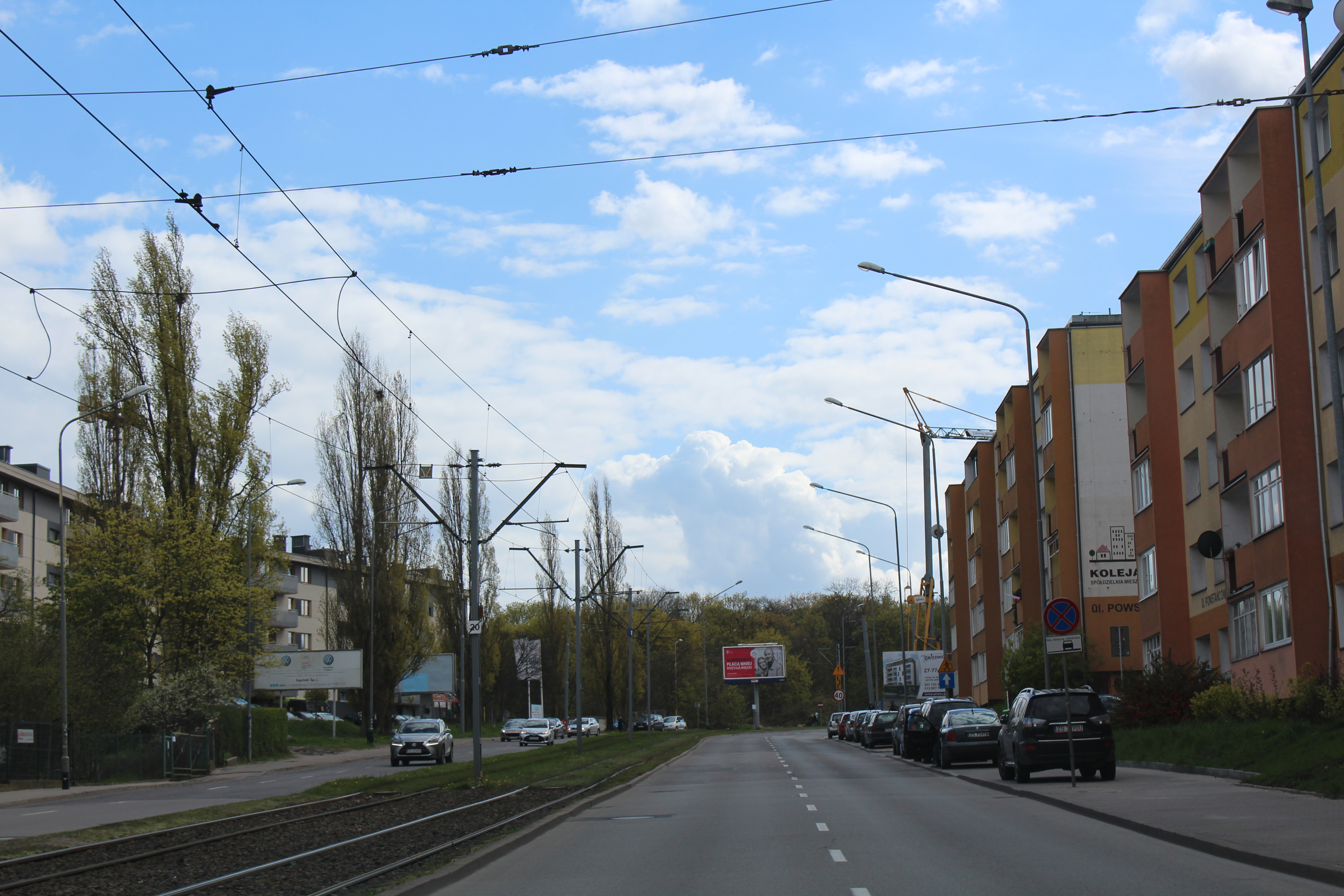
Aleja w pobliżu wiaduktu kolejowego (2017)
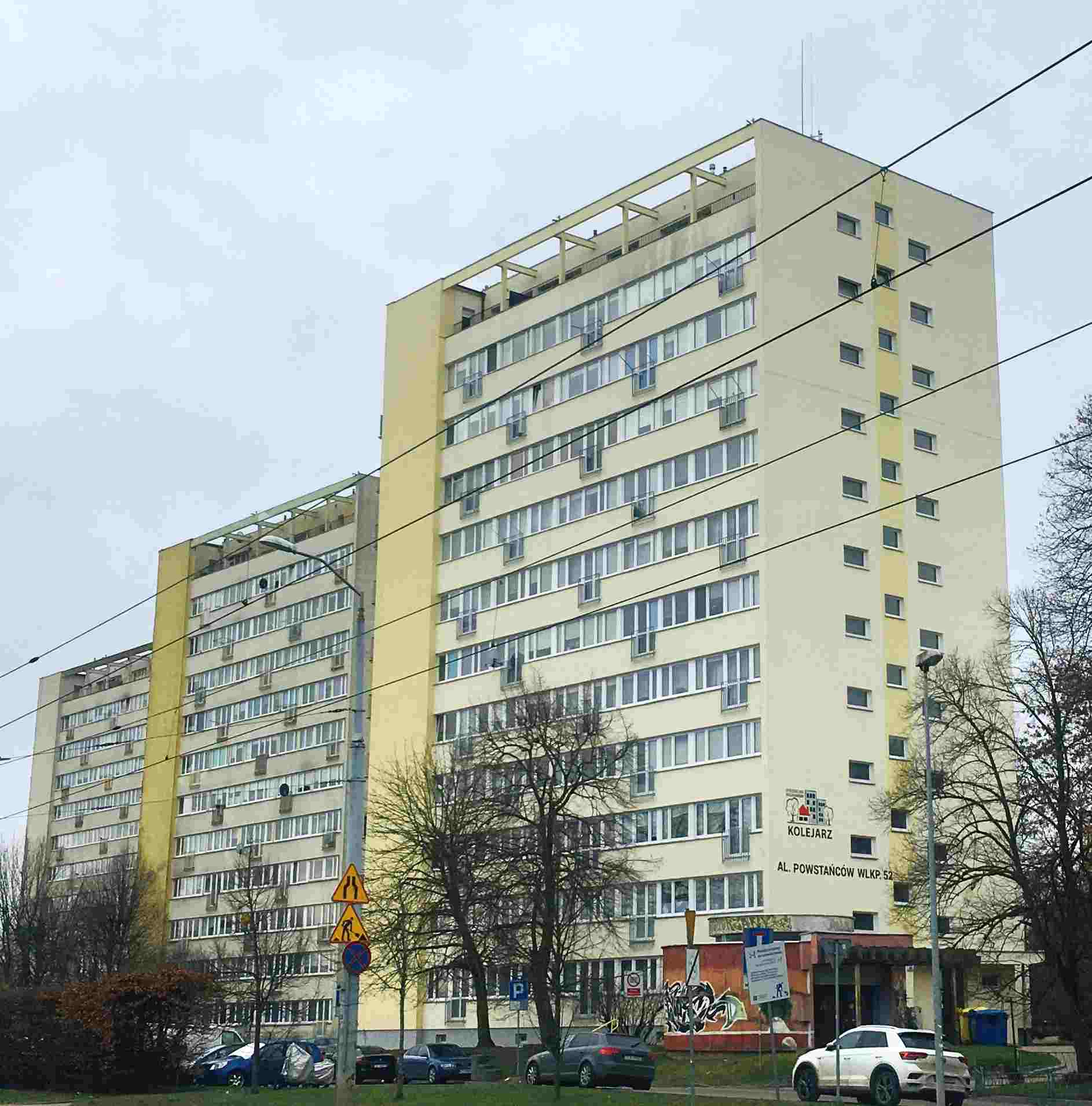
Aleja Powstańców Wlkp. 52-54 (2024)